# Daniel Küblböck
 (avril 2019).
Si vous disposez d'ouvrages ou d'articles de référence ou si vous connaissez des sites web de qualité traitant du thème abordé ici, merci de compléter l'article en donnant les références utiles à sa vérifiabilité et en les liant à la section « Notes et références ».

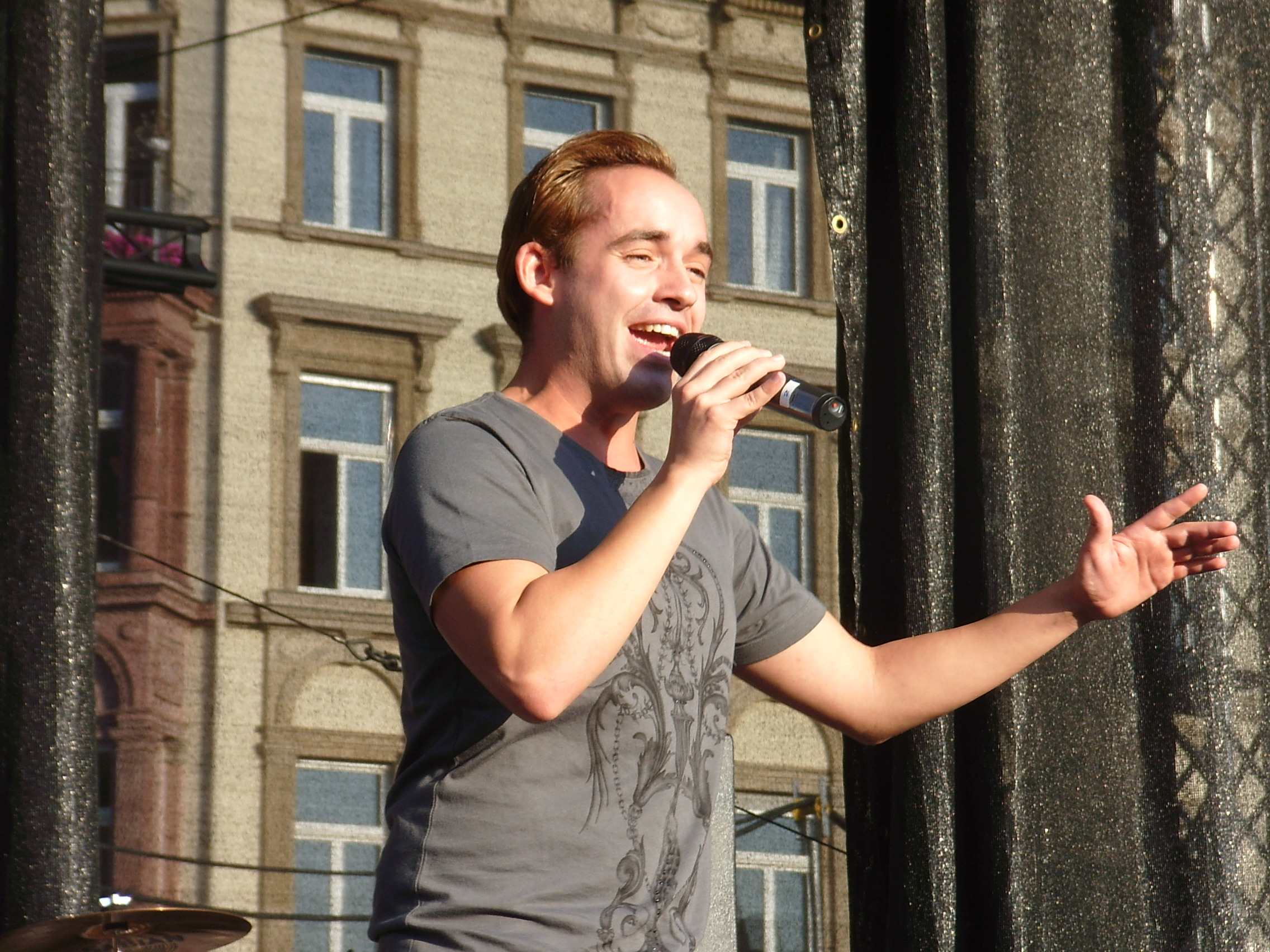
Daniel Küblböck à Wiesbaden en 2008

Daniel Dominik Küblböck, né le 27 août 1985 à Hutthurm en Bavière et disparu en mer le 9 septembre 2018 au large de Terre-Neuve, est un chanteur allemand et un ancien participant au premier épisode de Deutschland sucht den SuperStar où il finit en troisième position. 
Il fut particulièrement connu à cause de ses vêtements et ses attitudes excentriques, entre autres envers sa bisexualité, et fut surtout apprécie par de jeunes filles allemandes. Par contre, ses comportements furent aussi souvent ridiculisés par les médias et notamment les comédiens allemands. 
Ses deux premiers albums furent couronnés de succès, son premier single You drive me crazy atteignit même la première position des Media Control Charts. Il réalisa plus tard sa biographie qui fut beaucoup vendue, un film de cinéma, Daniel der Zauberer, et participa à plusieurs émissions et publicités de télévision, avant de se retirer des médias en se réorientant de la musique pop vers un style entre le blues et le jazz. Durant ses plus grands succès, il rendit son lieu de résidence, la petite commune bavaroise d'Eggenfelden, très populaire.
Daniel Küblböck est porté disparu depuis le 9 septembre 2018. Il effectuait un voyage privé de Hambourg à New York sur le navire de croisière AIDAluna, au large de Terre-Neuve. Selon la compagnie de navigation Aida Cruises, il était environ six heures du matin lorsqu'un passager a sauté par-dessus bord. Un témoin oculaire aurait aperçu Küblböck sauter du pont 5. La Garde côtière canadienne a alors lancé une opération de recherche. La compagnie maritime a confirmé dans un communiqué de presse que la personne disparue était Daniel Küblböck. Après plus de 36 heures, les gardes-côtes abandonnent les recherches le lundi 10 septembre 2018.